# Bầu cử Quốc hội Việt Nam khóa I
Cuộc bầu cử Quốc hội Việt Nam khóa I, còn là cuộc tổng tuyển cử đầu tiên của nước Việt Nam Dân chủ Cộng hòa. Cuộc bầu cử đã diễn ra tại 71 tỉnh thành trong cả nước theo lối phổ thông đầu phiếu và lựa chọn ra 333 đại biểu cho Quốc hội khóa I.
Việc tổ chức bầu cử được Chính phủ lâm thời Việt Nam Dân chủ Cộng hòa chuẩn bị gấp rút từ 8/9/1945 đến 6/1 năm 1946 trên cơ sở nghị quyết của Quốc dân Đại hội Tân Trào. Quá trình vận động và tiến hành bầu cử gặp nhiều trở ngại do sự phản đối của các Đảng phái, lực lượng đối lập với Việt Minh và tình hình chiến sự tại nhiều nơi trong cả nước, trong đó, hai lực lượng đối lập là Việt Nam Cách mệnh Đồng minh hội và Việt Nam Quốc dân Đảng tẩy chay không tham gia tranh cử. Ngoài ra, tình trạng mù chữ phổ biến trong dân chúng buộc Ủy ban bầu cử có nhiều biện pháp hỗ trợ tại chỗ.

## Tổ chức

### Chuẩn bị
Ngay sau khi nước Việt Nam Dân chủ Cộng hòa ra đời, Chủ tịch Hồ Chí Minh đã chỉ đạo phải tập trung tổ chức càng sớm càng hay cuộc Tổng tuyển cử bầu Quốc dân Đại hội (Quốc hội). Chủ tịch Hồ Chí Minh ký Sắc lệnh số 14 ngày 8 tháng 9 năm 1945 và Sắc lệnh số 51 ngày 17 tháng 10 năm 1945 về tổ chức Tổng tuyển cử.

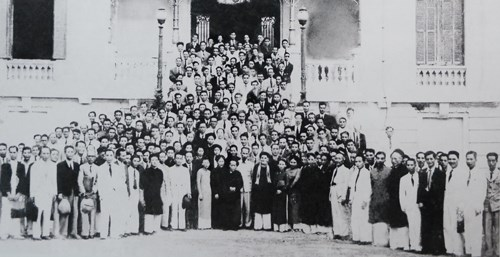
Các đại biểu Quốc hội khóa I chụp ảnh cùng Hồ Chủ tịch

Để đảm bảo cho Chính quyền mới thành lập, Chủ tịch Chính phủ Lâm thời Việt Nam Dân chủ Cộng hòa đã ký một số sắc lệnh giải tán những tổ chức và nhân vật bị kết tội làm "tay sai" cho Pháp-Nhật trước đó, cùng với các tổ chức có dấu hiệu gây bất ổn chính quyền: Đại Việt Quốc xã (phát xít), Đại Việt Quốc dân Đảng (do tổ chức tấn công chính quyền), Việt Nam Thanh niên ái quốc hội (do có cộng tác với Nhật), đồng thời đưa đi an trí một số phần tử bị kết tội nguy hiểm cho nền Dân chủ Cộng hoà Việt Nam.
Chủ tịch Hồ Chí Minh trả lời một nhà báo nước ngoài (16-7-1947) như sau: Quốc hội Việt Nam là do toàn dân đầu phiếu cử ra. Tất cả đàn ông và đàn bà 18 tuổi trở lên đều có quyền tuyển cử. Cuộc tuyển cử lần đầu ngày 6-1-1946, trung bình là 82 phần trǎm cử tri đã tham gia. Lúc đó có đại biểu của báo ngoại quốc đến xem. Trưởng ban Thường trực Quốc hội là một vị nho học lão thành, trước đã làm quan đến bực đại thần; Phó Trưởng ban là một vị linh mục và một vị Đảng viên của Đảng Dân chủ. Chính phủ Việt Nam gồm có đại biểu các Đảng Xã hội, Đảng Dân chủ Việt Minh, Việt Nam Cách mệnh đồng minh hội, Quốc dân Đảng và nhiều vị không có Đảng phái nào.
Ngày 06-01-1946, Cuộc Tổng tuyển cử diễn ra trên cả nước độc lập.
Tuy vậy số người ứng cử vẫn rất đông, vận động bầu cử khá phổ biến như theo báo Đại đoàn kết: Người ứng cử đông. Tỉnh miền núi xa xôi, ít nhất cũng có ngoài 20 ứng cử viên, tỉnh Hưng Yên có 40 ứng cử viên, Hà Nội có 74 ứng cử viên. Đoàn Hà Nội có 6 đại biểu Quốc hội trong đó có 2 Đảng viên là Bác Hồ và bác sĩ Trần Duy Hưng (tham gia Việt Minh từ năm 1943 và được kết nạp Đảng tháng 10-1945). Địa phương nào cũng có nhiều người tự ứng cử. Những cuộc tiếp xúc rộng rãi diễn ra hết sức sôi nổi ở mọi nơi trong khung cảnh thực sự tự do và dân chủ giữa các cử tri và người ra ứng cử. Tranh cử là phổ biến vì chỉ tranh cử mới có thể chọn lựa người tài đức, có khi là nhóm hai, ba ứng cử viên tổ chức riêng một cuộc tiếp xúc để trình bày chương trình hành động của mình, thậm chí có nơi chỉ một ứng cử viên cũng tự lực bố trí nơi họp đủ chỗ để tiếp xúc cử tri.
Hai Đảng đối lập trong Chính phủ là Việt Nam Quốc dân Đảng (Việt Quốc) và Việt Nam Cách mệnh Đồng minh hội (Việt Cách) không tham gia bầu cử. Tuy nhiên trong kỳ họp thứ nhất Quốc hội đã đồng ý công nhận thêm 70 ghế thuộc các Đảng phái này theo thỏa thuận ngày 24 tháng 12 năm 1945 giữa Việt Minh và hai Đảng này. Có thể là các Đảng này không đưa người ra ứng cử vì dựa theo thỏa thuận còn theo Bộ trưởng Nội vụ Võ Nguyên Giáp thì cho rằng: ...chúng [chỉ Việt Quốc, Việt Cách] càng biết rõ một cuộc tuyển cử công bằng sẽ không mang lại gì cho chúng.
Trên thực tế, các Đảng này còn phát động tẩy chay bầu cử. Ngay cả khi đã tuyên bố nhất trí về kế hoạch tổng tuyển cử, các Đảng phái Việt Quốc, Việt Cách vẫn dùng báo chí đả kích Việt Minh: trúng cử chỉ là Việt Minh Cộng sản... chính quyền trong tay nên Việt Minh muốn ai trúng cũng được, tổ chức các cuộc tuần hành, bắc loa hô hào kêu gọi tẩy chay bầu cử. Theo báo Sự thật, Việt Quốc, Việt Cách thậm chí bắt cóc, giết những ứng cử viên, Đảng viên Cộng sản, cán bộ Việt Minh (tiêu biểu là Trần Đình Long) hay thủ tiêu những người cùng tổ chức có cảm tình với Chính phủ.
Do 95% dân số Việt Nam lúc đó mù chữ nên để giúp những cử tri không biết chữ thực hiện được quyền bầu cử, Sắc lệnh số 51 quy định: trước khi bắt đầu bỏ phiếu, sẽ lập một tiểu ban 3 người (một người của ban phụ trách cuộc bầu cử, hai người do dân làng, tỉnh lỵ (hay khu phố) cử ra viết giúp cho người đi bầu, một người viết, hai người kiểm tra. Khi viết xong, tiểu ban đó phải tuyên thệ trước mặt các người đi bầu rằng: viết đúng theo lời người đi bầu và giữ bí mật (Điều 36 – Điều 38 Sắc lệnh 51). Vì vậy có tài liệu cho rằng lá phiếu không bí mật và theo quan sát của sử gia Trần Trọng Kim thì có nơi người dân bị cưỡng bách bầu cho Việt Minh.
Ngay trong ngày bỏ phiếu vẫn có các sự việc xảy ra: Trong ngày tổng tuyển cử, Việt Nam Quốc dân Đảng mang tiểu liên đến Ngũ Xã ngăn không cho đặt hòm phiếu, cấm người dân treo cờ. Người dân Ngũ Xã kéo sang khu phố Nguyễn Thái Học gần đó để bỏ phiếu.
Tại Nam Bộ và Nam Trung Bộ, nơi chiến sự xảy ra ác liệt, lá phiếu bỏ hòm có khi phải đổi bằng máu. 42 cán bộ của Việt Nam Dân chủ Cộng hòa bị chết trong công tác vận động bầu cử, trong đó có cả lãnh đạo khu Sài Gòn-Chợ Lớn Nguyễn Văn Tư. Quân Pháp ở các khu vực chiếm đóng (Sài Gòn, Chợ Lớn, Tân An) tấn công người đi bầu cử. Máy bay Pháp ném bom khu vực bầu cử ở Mỹ Tho, Khánh Hòa. Theo nhân chứng sau này là nhà báo Lý Văn Sáu, năm 1946 có mặt tại Khánh Hoà kể lại chuyện ở một khu vực bầu cử: "...nơi mà máy bay địch [chỉ quân Pháp] ném bom cách hòm phiếu chỉ vài trăm mét. Khu vực ông [nhân chứng] bỏ phiếu đã có sáu người chết, 19 người bị thương.
Tại Sài Gòn – Chợ Lớn, bất chấp sự kềm kẹp, khủng bố gắt gao của thực dân Pháp và tay sai, hàng trăm cán bộ Việt Minh đã chia nhau đi các ngã, vào từng khu phố lập danh sách cử tri và vận động đồng bào tham gia bỏ phiếu đông đảo. Không có phòng bỏ phiếu cố định cho mỗi khu phố nhưng ở khu phố nào, kể cả các khu phố trung tâm, đều có cán bộ chiến sĩ đem thùng phiếu tới nhà, tới ngõ cho đồng bào bỏ phiếu. Cả Sài Gòn - Chợ Lớn có hàng trăm thùng phiếu như vậy. Ở những vùng do chính quyền kháng chiến kiểm soát, cử tri hồ hởi phấn khởi đi bỏ phiếu với tỉ lệ rất cao (Bạc Liêu 90,77%, Sa Đéc 93,54%...) Tại Tân An, máy bay Pháp xả súng bắn vào nơi quần chúng đi bỏ phiếu làm 14 người chết và nhiều người bị thương, nhiều nơi phải bỏ phiếu ban đêm, vậy mà có trên 90% cử tri đi bỏ phiếu. Nhân dân ta ai cũng muốn tận tay mình bỏ phiếu cho nền dân chủ Việt Nam. Tại các tỉnh thành khác của Nam bộ, bất chấp sự ngăn cản và đàn áp của kẻ thù, cuộc tổng tuyển cử vẫn diễn ra và thành công tốt đẹp. Với kết quả là thành phố Sài Gòn - Chợ Lớn và 19 tỉnh thành Nam bộ bầu được 73 đại biểu Quốc hội thuộc nhiều dân tộc, tôn giáo, giai cấp, tầng lớp xã hội, ngành nghề... khác nhau. Lá phiếu trong cuộc bầu cử này được gọi là "lá phiếu máu" vì nó thẫm đẫm máu của những chiến sĩ đã quên mình cho nền độc lập của Tổ quốc, vì sự nghiệp kháng chiến cứu nước, vì công cuộc xây dựng chính quyền cách mạng. Cán bộ ban tổ chức bầu cử đã ngã xuống để bảo vệ những thùng phiếu và những cử tri của mình. Chỉ riêng tại Sài Gòn - Chợ Lớn, 42 cán bộ làm công tác bầu cử đã hi sinh, trong đó có Chủ tịch Ủy ban Kháng chiến thành phố Nguyễn Văn Tư.

### Pháp lý
Ngày 8 tháng 9 năm 1945, Chủ tịch Chính phủ lâm thời nước Việt Nam Dân chủ Cộng hoà Hồ Chí Minh đã ra Sắc lệnh số 14-SL về cuộc Tổng tuyển cử để bầu Quốc dân đại hội (Quốc hội). Đây là văn bản pháp luật đầu tiên về bầu cử. Bản Sắc lệnh gồm 7 điều, quy định: "trong một thời hạn hai tháng kể từ ngày ký Sắc lệnh này sẽ mở cuộc Tổng tuyển cử để bầu quốc dân đại hội" (Điều 1); "Tất cả công dân Việt Nam, cả trai và gái, từ 18 tuổi trở lên, đều có quyền tuyển cử và ứng cử, trừ những người đã bị tước mất công quyền và những người trí óc không bình thường" (Đ.2); "Một Uỷ ban để dự thảo thể lệ cuộc Tổng tuyển cử sẽ được thành lập" (Đ. 5); "Để dự thảo một bản Hiến pháp đệ trình Quốc hội, một Uỷ ban khởi thảo Hiến pháp 7 người sẽ thành lập" (Đ. 6).
Chính phủ lâm thời còn ra một loạt sắc lệnh để xúc tiến công việc chuẩn bị cụ thể cho việc Tổng tuyển cử. Sắc lệnh số 34-SL ngày 20-9-1945 thành lập Uỷ ban dự thảo Hiến pháp gồm có: Hồ Chí Minh, Vĩnh Thụy, Đặng Thai Mai, Vũ Trọng Khánh, Lê Văn Hiến, Nguyễn Lương Bằng, Đặng Xuân Khu. Sắc lệnh số 39-SL ngày 26-9-1945 về thành lập Uỷ ban dự thảo thể lệ cuộc Tổng tuyển cử gồm 9 người, trong đó có đại diện của các ngành, các giới.
Tiếp đến, Sắc lệnh số 51-SL ngày 17-10-1945 ấn định thể lệ tổng tuyển cử - văn bản có tính tổng thể tương đương với các Pháp lệnh và Luật về bầu cử sau này - quy định ngày mở cuộc tổng tuyển cử là 23 tháng 12 năm 1945 (Đ. 1); quy định thể lệ cuộc Tổng tuyển cử phải được tiến hành theo lối phổ thông đầu phiếu, bầu cử trực tiếp và bí mật, tuyên bố quyền bầu cử và ứng cử của tất cả các công dân Việt Nam từ 18 tuổi trở lên, không phân biệt nam nữ, trừ những người điên, người hành khất chuyên môn, người bị án mà không được hưởng đại xá của Chính phủ; quy định đơn vị bầu cử là các tỉnh và sáu thành phố lớn Hà Nội, Hải Phòng, Nam Định, Vinh, Huế, Sài Gòn - Chợ Lớn cũng đứng riêng làm đơn vị tuyển cử như các tỉnh, ấn định số đại biểu được bầu cử tại tỉnh, thành phố (tổng cộng 329 đại biểu); quy định cách lập danh sách ứng cử (do Uỷ ban nhân dân tỉnh, thành phố lập nên), danh sách bầu cử (do Uỷ ban nhân dân làng hay khu phố lập); quy định cách thức bầu cử, cách thức điểm phiếu, cách thức tính kết quả bầu cử. Phải có một phần tư (1/4) số cử tri toàn tỉnh (trong thành phố) có đi bầu thì cuộc bầu cử mới có giá trị. Nếu không sẽ có cuộc bầu cử thứ hai. Những người ứng cử phải được hơn nửa (>1/2) số phiếu bầu hợp lệ thì mới được trúng cử. Kèm theo Sắc lệnh này là Bảng ấn định số đại biểu các tỉnh và thành phố được bầu.
Sắc lệnh số 71-SL ngày 2-12-1945 bổ khuyết Điều 11 chương V của Sắc lệnh số 51 nhằm tạo điều kiện thuận lợi cho người ứng cử: Vì hoàn cảnh giao thông khó khăn, người ứng cử có thể gửi ngay đơn cho Uỷ ban nhân dân nơi mình cư trú và yêu cầu Uỷ ban ấy điện cho Uỷ ban nhân dân nơi mình xin ứng cử, đơn và giấy chứng thực đủ điều kiện sẽ do Uỷ ban nhân dân nơi mình cư trú chuyển sau cho Uỷ ban nhân dân nơi mình ứng cử. Sắc lệnh số 72-SL cùng ngày quy định bổ sung số đại biểu được bầu cho một số tỉnh để nâng tổng số đại biểu Quốc hội lên 330 đại biểu. Để tạo điều kiện cho những người có quyền ứng cử và có nguyện vọng ứng cử có đủ thời gian ứng cử và vận động tuyển cử, ngày 18 tháng 12 năm 1945, Chính phủ đã ban hành Sắc lệnh số 76-SL quyết định hoãn cuộc Tổng tuyển cử đến ngày 6 tháng 1 năm 1946.

## Kết quả
Có 89% cử tri ở 71 tỉnh thành đã đi bỏ phiếu. Ở Hà Nội, tỷ lệ cử tri đi bầu đạt 91,95%.
Kết thúc cuộc bầu cử, có 333 đại biểu trúng cử. Trong 333 đại biểu được bầu có:
- 10 đại biểu nữ;
- 34 đại biểu dân tộc thiểu số;
- 87% là công nhân, nông dân, chiến sĩ cách mạng;
- 43% là người không đảng phái.
- 36% là thuộc mặt trận Việt Minh
- 14% là Đảng Dân chủ Việt Nam
- 7% là Đảng Xã hội Việt Nam

## Ý nghĩa
Thắng lợi của cuộc Tổng tuyển cử đánh dấu bước trưởng thành của Nhà nước cách mạng Việt Nam, mở ra một thời kỳ Việt Nam có một Quốc hội, một Chính phủ thống nhất, một bản Hiến pháp tiến bộ và một hệ thống chính quyền hoàn toàn đầy đủ danh nghĩa về mặt pháp lý để đại diện cho nhân dân Việt Nam về đối nội, đối ngoại. Cuộc bầu cử là căn cứ để khẳng định Nhà nước Việt Nam Dân chủ Cộng hòa có tính chất hợp pháp, dân chủ - nhà nước của dân, do dân và vì dân, được quốc dân giao phó trọng trách điều hành đất nước, tổ chức toàn dân kháng chiến kiến quốc, giải quyết mọi quan hệ của Việt Nam trên trường quốc tế.
Thắng lợi của cuộc Tổng tuyển cử đã khẳng định niềm tin tuyệt đối của Đảng Lao động Việt Nam và Chủ tịch Hồ Chí Minh vào tinh thần yêu nước của nhân dân Việt Nam. Đồng thời, đó cũng là sự biểu thị khát vọng dân chủ của nhân dân và sức mạnh của khối đại đoàn kết toàn dân.
Thắng lợi của cuộc Tổng tuyển cử như Chủ tịch Hồ Chí Minh đã nói trong kỳ họp thứ nhất của Quốc hội đầu tiên, là "Kết quả của sự hy sinh, tranh đấu của tổ tiên ta, nó là kết quả của sự đoàn kết anh dũng phấn đấu của toàn thể đồng bào Việt Nam ta, sự đoàn kết của toàn thể đồng bào không kể già, trẻ, lớn, bé, gồm tất cả các tôn giáo, tất cả các dân tộc trên bờ cõi Việt Nam đoàn kết chặt chẽ thành một khối, hy sinh không sợ nguy hiểm tranh lấy nền độc lập cho Tổ quốc".